# Blaesoxipha incerta
Blaesoxipha incerta är en tvåvingeart som först beskrevs av Mihalyi 1975.  Blaesoxipha incerta ingår i släktet Blaesoxipha och familjen köttflugor.
Artens utbredningsområde är Ungern. Inga underarter finns listade i Catalogue of Life.